# Mausoleo reale di Mauretania
Il Mausoleo Reale di Mauretania  (arabo: الضريح الملكي الموريطني; Tomba della donna cristiana), è un sito archeologico di età romano-numidica, situato in Algeria. È stato classificato nel 1982 come patrimonio dell'umanità dall'UNESCO e dal 2002 è anche nella lista provvisoria del patrimonio mondiale nella categoria "Mausolei reali di Numidia e Mauritania e monumenti funerari preislamici".
Si tratta di un monumento funerario posto sulla strada tra Cherchell e Algeri, nella provincia di Tipasa, e del monumento più celebre costruito dai sovrani mauretani Giuba II, il re berbero (figlio di Giuba I di Numidia) e la regina Cleopatra Selene. Il mausoleo, eretto su un crinale di colline a ridosso della costa vicino a Tipasa, domina la pianura di Mitidja ad oltre 250 m. di altitudine ed è la tomba dove sarebbero stati sepolti i sovrani di Numidia e Mauretania Caesariensis, Giuba II e Cleopatra Selene. Tuttavia, i loro resti umani non sono più sul sito.
L'edificio è un tumulo di pietra in stile romano di circa 80.000 metri cubi, di forma cilindrica alla base e troncoconica nella copertura, misurante 60,9 m di diametro e 32,4 m di altezza (originariamente era di circa 40 metri, diminuiti a causa dei danni causati dagli elementi naturali e dagli atti vandalici). Si compone di una parte cilindrica decorata nella sua circonferenza (185,5 m) da 60 colonne sormontate da capitelli ionici (in parte rimossi, forse rubati) che sostengono un cornicione. Questa sezione presenta quattro finte porte ai punti cardinali. Si tratta di pannelli di pietra alti 6,9 m, incorniciati in uno stipite della porta e con al centro una croce, da cui è derivato il nome francese. La parte conica superiore è costituita da 33 strati di pietre, di 58 cm di altezza, e termina con una piattaforma. L'ingresso attuale del monumento, a lungo ignorato, è situato nel seminterrato, sotto la falsa porta d'Oriente. 
Il monumento è stato scoperto durante gli scavi condotti nel 1865 da Adrian Berbrugger, ispettore degli edifici storici, su richiesta di Napoleone III. Si tratta di una porta bassa (1,1 m di altezza) e stretta, con una lastra scorrevole di arenaria.

## Storia

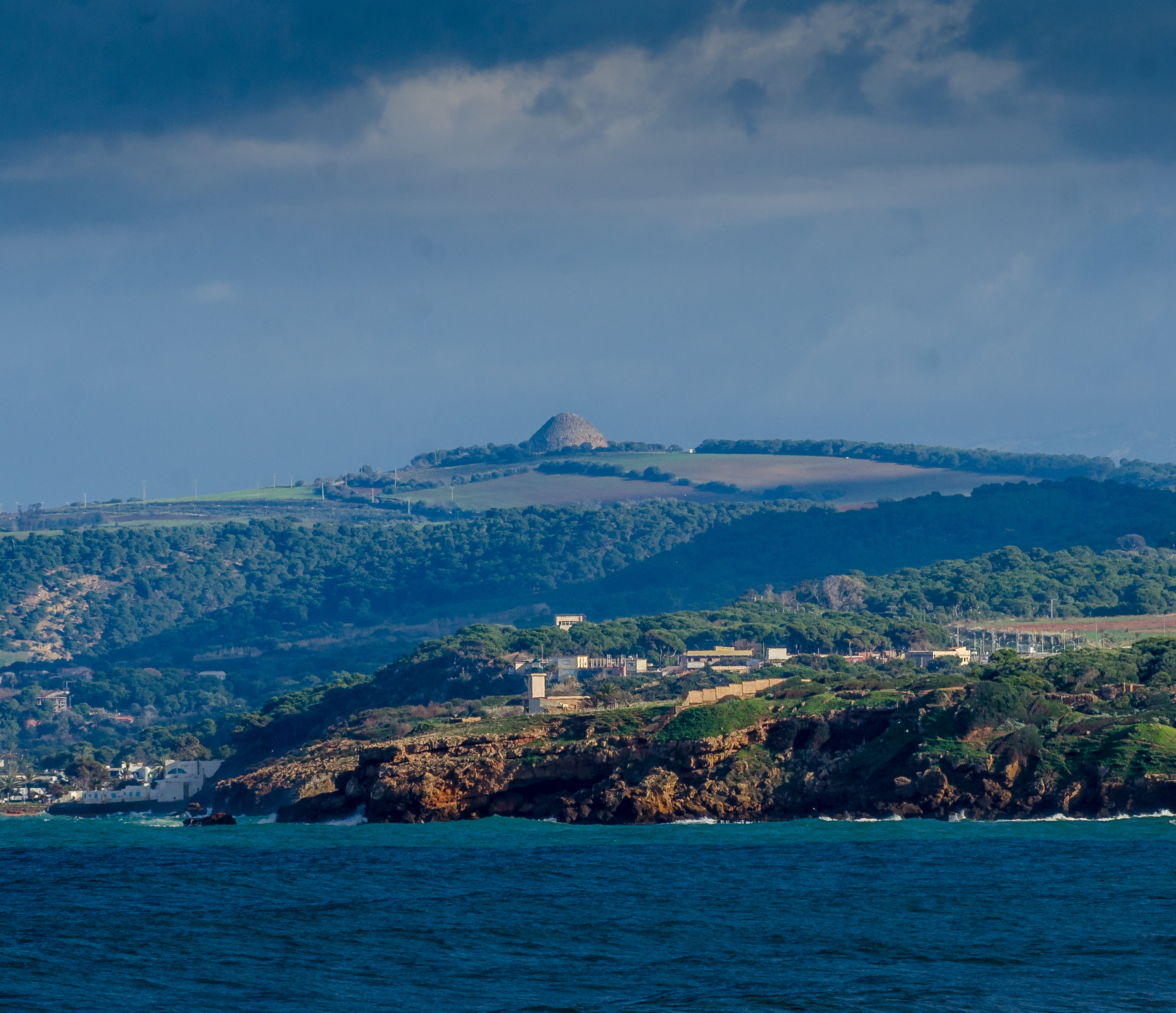
Vista del Mausoleo dal mare

Il sepolcro è talvolta conosciuto come il Mausoleo di Giuba II e Cleopatra Selene. In francese, è chiamato Tombeau de la Chrétienne ("la tomba della donna cristiana") perché c'è una forma a croce cristiana delle linee di divisione sulla falsa porta. In arabo, il mausoleo è chiamato Kubr-er-Rumia o Kbor er Roumia, che significa "tomba della donna cristiana", poiché Rûm è stato preso in arabo come l'Impero Romano d'Oriente e, in Nord Africa, rumi ha assunto il significato di "cristiano". Potrebbe essere stata una deformazione di una frase punica per "la tomba reale", una confusione di Qabr Arrumiyya ("tomba cristiana", localmente qbér érromiya) e qàhba romiya ("puttana cristiana").

### Famiglia Reale di Mauretania

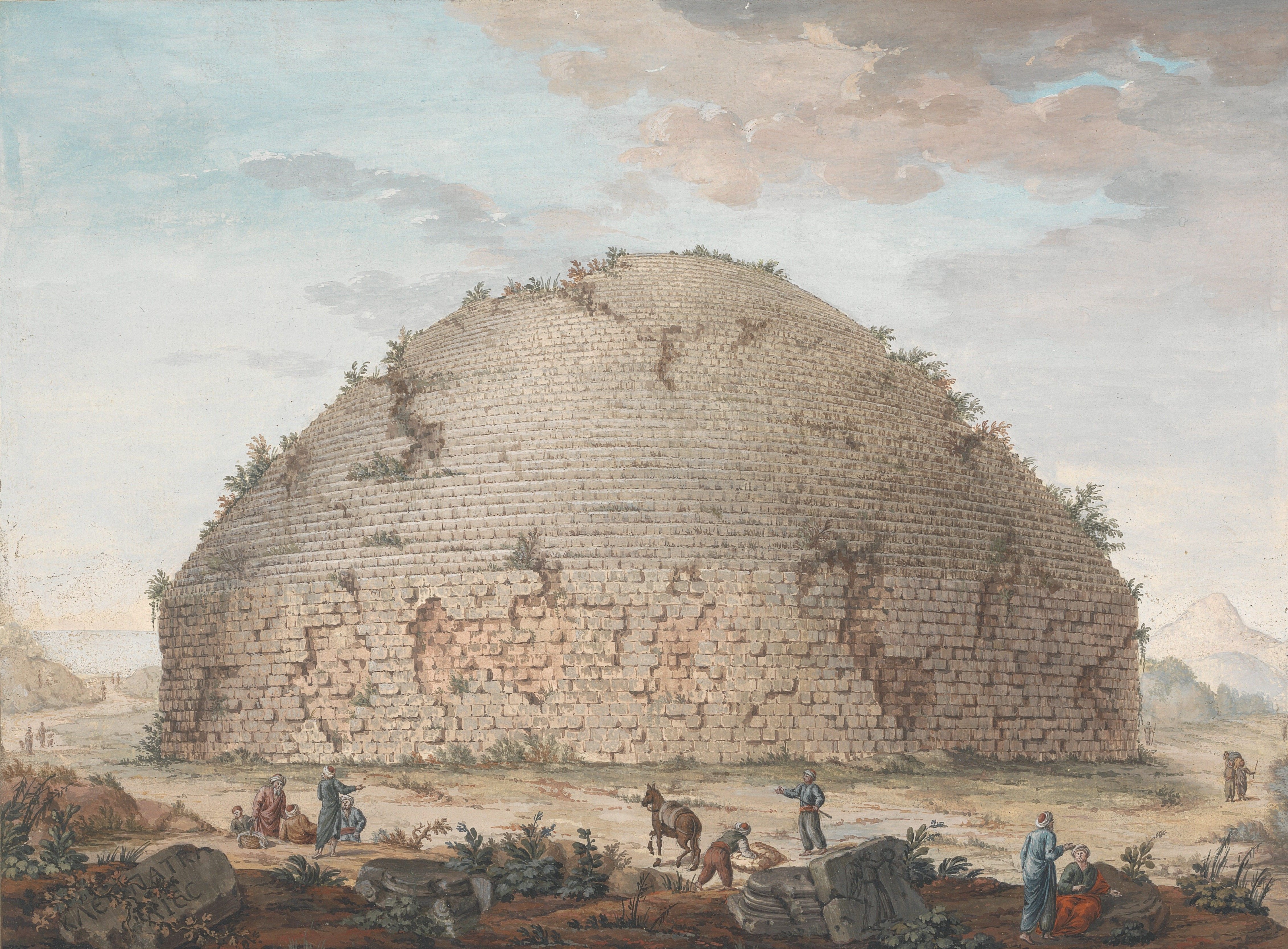
Il mausoleo nel 1769

Il mausoleo fu costruito nel 3 a.C. dal re di Mauretania, Giuba II (figlio di Giuba I di Numidia) e da sua moglie Cleopatra Selene II. Era una principessa tolemaica greca, figlia della regina Cleopatra VII d'Egitto e del triumviro romano Marco Antonio. Attraverso il suo matrimonio con Giuba II, divenne regina di Mauritania.
Il mausoleo è probabilmente la tomba reale che il geografo romano del I secolo Pomponio Mela  descrisse come il monumentum commune regiae gentis ("il mausoleo comunale della famiglia reale"). Se la descrizione del mausoleo fatta dal geografo è corretta, allora l'edificio non era destinato solo a Giuba e Cleopatra, ma era previsto come un monumento funebre dinastico per i loro discendenti reali.
Il sepolcro mauritano è simile al Mausoleo di Augusto eretto dal primo imperatore romano Augusto nell'antica Roma. Augusto iniziò la costruzione del suo mausoleo tra il 29 a.C. e il 27 a.C., qualche tempo prima che Giuba II lasciasse Roma per tornare in Numidia.

### Sotto gli Ottomani e i Francesi

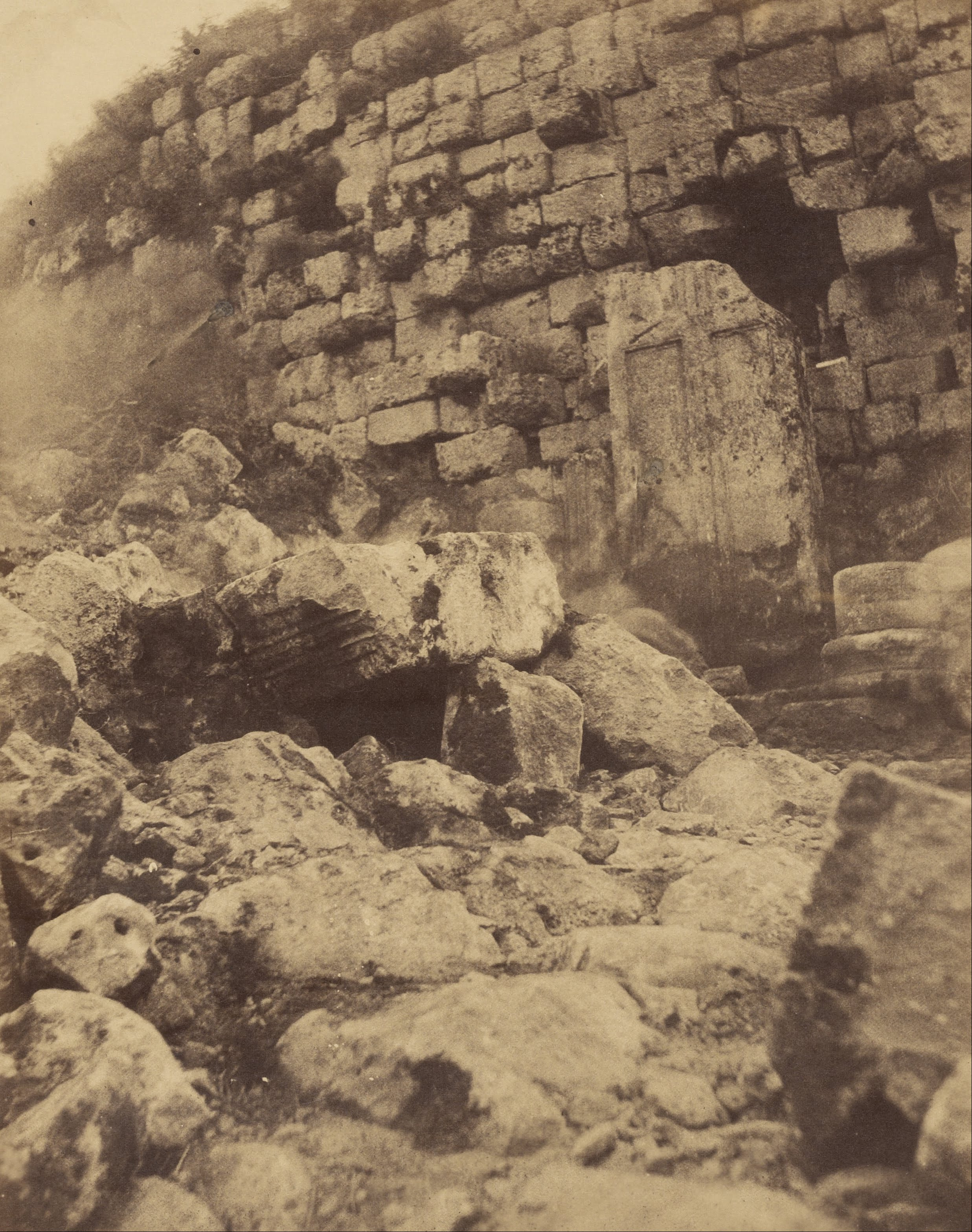
Rovine. Foto del 1856 di John Beasley Greene

Nel XVI secolo, alcuni spagnoli credevano che il mausoleo fosse la tomba di Florinda la Cava, la leggendaria donna berbera di Ceuta, il cui stupro portò alla conquista islamica dell'Iberia. 
Nel 1555, il pascià di Algeri, Salah Rais, diede ordine di abbattere il mausoleo. Dopo che grandi vespe nere sono uscite e hanno punto a morte alcuni lavoratori, il tentativo è stato abbandonato. Alla fine del XVIII secolo, Baba Mahommed tentò invano di distruggere il monumento con l'artiglieria.
Dopo l'occupazione francese dell'Algeria, il monumento fu utilizzato dalla Marina francese per esercitazioni di tiro al bersaglio.

### Riconoscimento e conservazione del Mausoleo

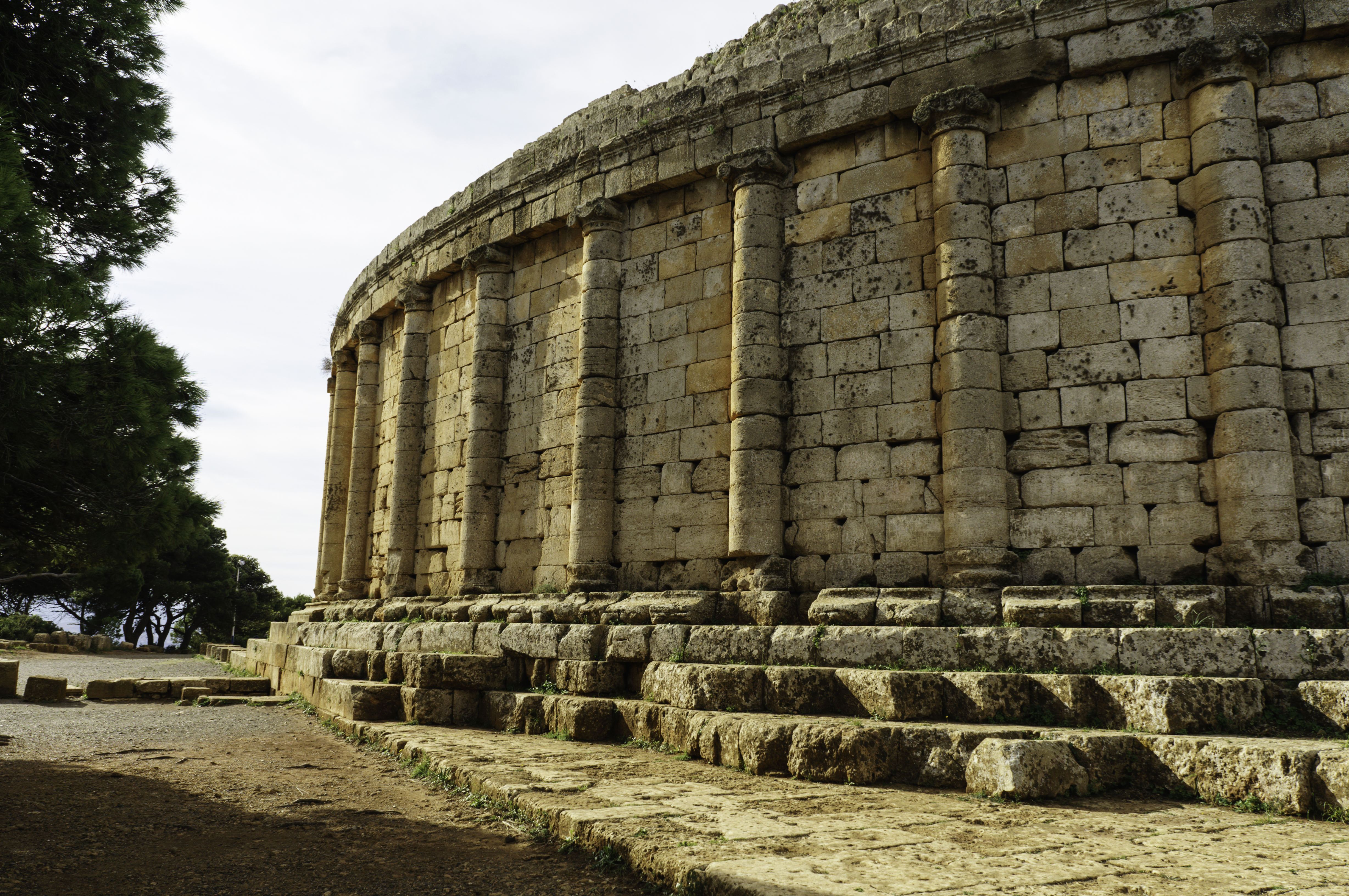
Le fondamenta del mausoleo

I resti umani di Juba II e Cleopatra Selene non sono stati  mai trovati nel sito. Ciò è forse dovuto a un furto di tombe avvenuto in un momento incerto (forse poco dopo la costruzione del Mausoleo). È anche possibile che la struttura fosse semplicemente destinata a fungere da memoriale e non da vero e proprio luogo di sepoltura.
Nell'area del Mausoleo Reale della Mauretania ci sono vari monumenti e infrastrutture sopravvissuti dal periodo fenicio (come anche nel Museo Nazionale di Cartagine), romano, primo cristianesimo e periodo bizantino. Questo gruppo di rovine che si trovano lungo il Mar Mediterraneo sono state riconosciute e iscritte nel Patrimonio dell'Umanità dall'UNESCO nel 1982.
Sebbene questi resti archeologici, tra cui il Mausoleo Reale di Mauretania, siano protetti, le rovine situate tra Cherchell e Tipaza affrontano minacce costanti dovute alla continua costruzione ed espansione urbana, ai deflussi aperti delle fognature, alla scarsa manutenzione e al costante vandalismo. A causa di questi problemi, i resti archeologici si trovano di fronte a un futuro incerto. Le autorità locali hanno fallito e hanno avuto problemi ad attuare un "Piano permanente di salvaguardia e presentazione" del 1992, un programma di gestione efficace per preservare queste rovine. Nel 2002, gli esperti dell'UNESCO si sono recati a visitare il sito e a riferire sullo stato delle rovine; il sito archeologico è stato inserito nella Lista dei Patrimoni dell'Umanità in Pericolo.